# Lapa do Lobo
Lapa do Lobo is een plaats (freguesia) in de Portugese gemeente Nelas en telt 772 inwoners (2001).